# Mavro Vetranović
Mavro Vetranović Čavčić (Dubrovnik, 1482. ili 1483.  - Dubrovnik, 1576.) hrvatski je benediktinac i književnik, jedan od najplodnijih i najdugovječnijih pjesnika starije hrvatske književnosti.

## Životopis
Mavro (svjetovno ime Nikola) Vetranović rodio se 1482. (prema Leksikonu hrvatskih pisaca) ili 1483. godine u trgovačkoj obitelji Dominika Vetranovića (Vetranića) s obiteljskim nadimkom Čavčić u Dubrovniku.
Nakon priprema na Mljetu, ulazi u red benediktinaca 1507. ili 1509. u samostanu na Lokrumu i školuje se u Italiji u Monte Cassinu. Godine 1515. vraća se na Mljet gdje je dva puta bio predstojnikom mljetske kongregacije i nekoliko puta bio izabran za opata samostana. Problemi relativno nepoznate prirode vezani navodno uz reorganizaciju benediktinskog reda tjeraju Vetranovića 1517. u Italiju, prema nekim izvorima u Ferraru u kojoj je imao rodbine, a nakon svojevoljnog odlaska dubrovački Senat kažnjava ga izgonom iz Republike.
Na Lokrum se vraća 1522. godine. Pošto je tri godine ponovno obnašao dužnost opata na Mljetu, 1527. postaje starješinom sjedinjenih samostana na udaljenim i osamljenim otočićima sv. Andrije i samostana sv. Jakova u blizni Višnjice. Godine 1549. u dobi od 67 godina, pošto je 1531. bio priorom na tom otočiću, potpuno se povlači u osamu sv. Andrije s kojeg će se preseliti tek na kraju života na ne mnogo manje izoliranu Višnjicu i u njezin sv. Jakov gdje je i preminuo 1576. godine u dubokoj starosti.
Posmrtno ga je opjevao Miho Bunić.

## Stvaralaštvo

### Podjela
Vetranovićev dugi životni vijek na zanimljiv je način uvjetovao i formiranje njegova djela u kojem se tako isprepleću i tri književnoumjetničke i stilske formacije: srednjovjekovna (Orfeo), renesansna i začetak one manirističke, barokne (ep Piligrin). Tako kroz njegov bogati opus možemo promatrati i evoluciju oblika, pogotovo onih dramskih.
Vetranović je u svome stvaralaštvu obuhvatio mnogo žanrova, od dvaju pastoralno-mitoloških prizora (Dijana, Lovac i vila) i mitološke drame Orfeo preko ljubavne poezije mladog i zanesenog pjesnika u Ranjininu zborniku (dvije pjesme koje ne pripadaju ljubavnoj lirici nego "pjesmama u smrt") sve do maskerata, za koje kritika smatra da su formom i tematikom često ispred Nalješkovićevih. Nakon ulaska u samostan, njegovo pjesništvo poprima drugačiji ton, a zaljubljeni pjesnik prepušta mjesto mladom opatu koji stvara religioznu poeziju i crkvena prikazanja s razgranatom strukturom i psihološki razrađenim likovima među kojima se ističe prikazanje Posvetilište Abramovo. Epom Piligrin, velikom i kompleksnom manirističkom strukturom koja podsjeća na Danteovo putovanje u Božanstvenoj komediji, Vetranović je zagazio u kraj svog života i svog stvaralačkog ciklusa. Ep je zbog pjesnikove starosti ostao nedovršen. Zatvarajući svoj bogati lirski opus, Vetranović se na neki način vraća mitološkim počecima pjevajući o mitološkim likovima i prizorima.
Zaključno, Vetranovićevo stvaralaštvo Franjo Švelec dijeli na tri faze:
- Prva faza koja traje do 1527./1530. i obuhvaća uvjetno rečeno «mladenačka djela» s ljubavnom i mitološkom tematikom, Istoriju od Dijane, Lovca i vilu te maskerate.

- Druga faza vezuje se uz «ozbiljnije» Vetranovićeve životne pute te traje do 1549./1550., do kada je pjesnik stvorio Od uskrsnutja Isukrstova, Suzanu čistu, Posvetilište Abramovo, Kako bratja prodaše Jozefa i Prikazanje od poroda Jezusova po načinu iz komedije. Što se tiče lirske poezije, u ovoj fazi prevladava religiozna tematika te moralističko-poučni stihovi u suživotu s refleksivnom poezijom s elementima antike, srednjeg vijeka i renesanse koja je često prigodna, poput «pjesanci u pomoć» i poslanica. Znao je Vetranović biti i oštar i kritičan što je iznjedrilo i političko-satiričnu poeziju. Sve ovo čini znatan odmak od stihova prve faze.

- Treća faza traje od 1549. do 1550. i,  koliko je kratka, toliko je neobična i osebujna. Treća faza obuhvaća 17 pjesama koje nose zbirni naslov Pjesni razlike, a sve su mahom nastale u posljednjim godinama Vetranovićeva života te ep Piligrin, «fantastično-alegorijsko-filozofijski spjev s autobiografskim elementima». Zanimljivo je da se Vetranović u poodmakloj dobi svoje posljednje faze iznova priklanja mitološkoj tematici prve faze i tako zatvara krug stvaralačkog i životnog hoda. Isus, križ, Muka, Majka Božja i smrt što zaokupljaju pjesnički interes druge faze pretaču se sada u Pjesancu Orfeu, Pjesancu muzam, Pjesancu Apollu, Pjesancu Arionu, Pjesancu nimfi Eko, Pjesancu Plutonu.

### Poetika
Vetranović je u svojim djelima govorio i o poetičkim viđenjima nastajanja poezije, o oblicima i funkciji. U pjesmi Pjesanca upomoć poetam parafrazira Horacijevu misao o slobodi stvaralaštva pjesnika i slikara, dodavši sliku lončara (grnčara) koji može raspoređivati ručke na posuđu po vlastitoj volji, kao što pjesnici mogu slobodno slijediti svoju Muzu.
U 'Pjesanci Plutonu govori o podražavanju kao osnovnom principu stvaralaštva te ističe važnost uzora koje treba slijediti. U Pjesanci Marinu Držiću upomoć, napisanu kao obranu Držiću kojeg su optužili da je plagirao Vetranovića svojom Tirenom, piše da se do prave poezije dolazi tako što pjesnici svoju svijes lome, bdiju bez pokojna sanka, a Muza im pokazuje drumak pravi, čime je sintetizirao platonističku i aristotelovsku estetiku.

## Lirika
Velik je dio Vetranovićeva opusa izgubljen, a do danas su sačuvane 132 pjesme. U ranoj je mladosti vjerojatno pisao ljubavnu poeziju, a o tome je trag ostavio u kasnijim pjesmama (utjecaj petrarkizma), uz spominjanje drugih pisaca (u pjesničkim poslanicama Nikole Nalješkovića).

### Religiozna poezija
Religiozne pjesme zauzimaju najveći dio Vetranovićeva opusa i čine ga najplodnijim pjesnikom te tematike u ranoj hrvatskoj renesansi. Pisao je parafraze biblijskih poučnih priča u renesansnom duhu, zajedno s tradicionalnim temama Kristova rođenja i smrti i propasti svijeta. Bavio se i teološkim te filozofskim pitanjima o smrti, grijehu, spoznaji, Svetom Trojstvu, a također je prepjevao i neke psalme. Premda se javljaju nekršćanski simboli i motivi iz antičkih mitologija (grčke i rimske, pjesme su kršćanske i duhovne, katkad i alegorički. Vetranović je slobodno parafrazirao (višestruko su duži od izvornika) pet psalama, aludirajući na suvremenost, posebice na protutursku tematiku te svoju sudbinu.
- Bogoljubno razmišljanje od muke Isukrstove
- Eolu, kralju od vjetar
- Gospin plač
- Molitva Jezusu
- Na noć od Božjega poroda
- Pjesanca Apollu
- Pjesanca djevici (devet pjesanci Bogorodici)
- Pjesanca Fenici
- Pjesanca Jezusu na križu
- Pjesanca kufu
- Pjesanca mjesecu
- Pjesanca mladosti
- Pjesanca muzam
- Pjesanca nimfi Eko
- Pjesanca Orfeu
- Pjesanca o Jobu
- Pjesanca o spoznanju (asketski pesimizam, sve je Bogu poslušno osim čovjeka)
- Pjesanca smrti
- Pjesanca sudu napokonjega (tradicionalna vizija propasti svijeta)
- Pjesanca šturku (cvrčku, govori ustvari o Bogorodici, petrarkistički motivi)
- Propetom Jezusu
- Tijelu Jezusovu
- Tužba djevice Marije
- Tužba kralja Davida vrhu Absalona
- Tužba kralja Davida vrhu Saula i Jonate

### Satiričko-politička poezija
Vetranović je i najznačajniji politički pjesnik svojeg razdoblja, a protuturska se tematika miješa i s protumletačkom.
- Galijun (slavi s ponosom dubrovačku mornaricu)
- Moja plavca
- Pjesanca gospodi krstjanskoj (zaklinje zaraćene kršćanske vladare da se smire i ujedine za spas europskog Zapada)
- Pjesanca Latinom (upravlja gorke prijekore Italiji, središtu kršćanstva, nekad zemlji slave, a sad leglu pokvarenosti)
- Pjesanca Marinu Držiću u pomoć (opovrgao da je napisao pastirsku dramu Tirenu mlađeg Marina Držića)
- Pjesanca slavi carevoj
- Pjesanca u vrijeme od pošljice (zaziva redom muze, vile, satire, Ariona, Orfeja, pastire, djevice i gospoje, sužnje, zvijeri, ptice i stabla, da plaču s njim zajedno, tako da su same invokacije te pjesme od 616 stihova narasle na preko 300 stihova)
- Pjesanca vrhu očenaša (aludira na protestantizam, međukršćanske ratove i nejedinstvo te na turska osvajanja)
- Orlača riđanka Kotoru govori pronostik (opominje Kotor da se ne uzda u mletačku pomoć protiv Turaka)
- Orlača riđanka Peraštu govori (okomio se na Peraštane koji su napadali i pljačkali dubrovačka sela, čak i samostan na Mljetu)
- Orlača riđanka, rečeno u Blatu ribarom (pretvara se u čista satiričara kad je taknut u živac svoga rodoljublja, u pjesmi upravljenoj Mlecima i zaodjenutoj u oblik proročanstva Orlače, cijela je pjesma niz invektiva protiv dubrovačkih suparnika)
- Svijet i moje pjesni (razračunava sa svijetom, "koji mu se badava ruga, jer nije vrijedan gnjila oraha")
- Tužba grada Budima (lamenti)
- Tužni moj uzdaše

### Satirička poezija
Vetranović je pisao i satire morala i običaja, s kršćanskim ideologemima: osuđuje oholost i taštinu te ističe prolaznost zemaljskog kontrastirajući to sa zemaljskim primjerima i grijesima.
- Aurea aetas (slavi zlatno doba kad je čovjek živio u nevinoj prirodi ne znajući "što je tvoje, a što moje")
- Pjesanca jaganjcu (optužba protiv nasilnih i okrutnih)
- Pjesanca košuti ranjenoj
- Bojnikom
- Remeta (starac pustinjak plačnim tonom jada se na svoj život na osamljenom otoku, usred neprijateljske prirode i ljudi; autobiografski elementima, autoironija)
- Pjesanca Plutonu
- Pjesanca lakomosti

### Pokladna poezija
Ranoj fazi stvaralaštva pripadaju maskerate, koje pripadaju u najstarije dubrovačke pjesme te vrste. Ispjevane su u vedrom tonu, izostaje ljubavna tematika i senzualnost, ističe se rodoljublje, a tematika je većine dolazak stranaca u Dubrovnik i veličanje ljepote građanki te hvaljenje plemstva, politike, ugleda, građana i trgovine.
- Dvije robinjice
- Lanci Alemani, trumbetari i pifari (obrada pokladne pjesme Giovambattiste dell'Ottonaiata, Canto di lanzi che suonano tromboni)
- Pastiri
- Trgovci Armeni i Indijani
- Vuk ovci priko rijeke

### Pjesničke poslanice
- Vlasteostvu hvarskom
- Petru Hektoroviću (najstariji pjesnički dokument o vezama pjesnika Hvara i Dubrovnika)

## Drama

### Pastirski prizori
- Istorija od Dijane
- Lovac i vila

### Mitološka drama
- Orfeo (Fragmentarna drama kojoj se ne može točno odrediti vrijeme nastanka: sami početak ili kraj Vetranovićeva stvaralaštva, a Petar Kolendić dao joj je naslov, budući da ni on nije sačuvan. Ispjevana je u dvostruko rimovanim dvanaestercima s povremenim monologa u osmeračkim katrenima te tematizira Orfejov silazak u Had po Euridiku. Jedna od osnovnih karakteristika dramskog fragmenta jest isprepletanje srednjovjekovnih elemenata, koji se očituju primarno u scenskom prostoru, i renesansne tematike, profiliranih dramskih osoba i sl. )

### Crkvena prikazanja
- Uskrsnutje Isukrstovo (1072 stiha, uglavnom dvostruko rimovanih dvanaesteraca, autor dramatizira samo Kristov silazak u pakao)
- Suzana čista (1308 stihova, dramatizacija starozavjetne biblijske legende o starcima Ilijakinu i Izaku, koji pokušavaju zavesti čistu Suzanu)
- Posvetilište Abramovo, pet inačica (dramatizacija starozavjetne teme žrtvovanja Izaka, razlikuju se od starijih anonimno-pučkih prikazanja bogatijim i zaokruženijim oblikom te dvanaestercem umjesto osmerca, ali inače su njegova prikazanja više ilustracije i dijalogizirani pobožni tekstovi nego prave drame.)
- Od poroda Jezusova (veliko fabularno prikazanje uviše od 2000 dvostruko rimovanih dvanaesteraca, tridesetak osoba u spektakularnoj radnji, nastalo je dramatizacijom motiva starozavjetne Knjige postanka
- Kako bratja prodaše Jozefa (prvo poznato dubrovačko glazbeno-scensko djelo izvedeno uz solističko i zborno pjevanje i sviranje)

## Epika
- Piligrin (4374 stiha, nedovršen, put kroz grešna stanja do očišćenja i blaženstva hodočasnika)

## Vanjske poveznice
- Mavro Vetranović, pjesme
- Antun Pavešković: Topos «pravoga puta» u duhovnom pjesništvu Vetranovića, Dimitrovića i Nalješkovića